# Coppa Italia Serie D 2017-2018
La Coppa Italia Serie D 2017-2018 è stata la diciannovesima edizione della manifestazione organizzata dalla Lega Nazionale Dilettanti.

## Partecipanti
Il quadro complessivo delle squadre partecipanti corrisponde a quelle iscritte al campionato di Serie D 2017-2018, eccezion fatta per la Romanese ripescata in sovrannumero.
La competizione si svolge interamente a eliminazione diretta. Prende il via il 20 agosto 2017 e si conclude il 19 maggio 2018, con la disputa della finale.

## Regolamento
Il turno preliminare, il primo turno, i trentaduesimi, sedicesimi, gli ottavi di finale ed i quarti di finale sono strutturati come gara unica. Disputa la prima partita in casa la squadra che in occasione del turno precedente ha giocato il primo match in trasferta e viceversa. Nel caso in cui entrambe le squadre abbiano invece svolto la prima gara del turno precedente in casa, o in trasferta, l'ordine di svolgimento viene stabilito da apposito sorteggio effettuato dal Dipartimento Interregionale. Le semifinali, stabilite secondo sorteggio, sono organizzate in incontri di andata e ritorno, mentre la finale si disputa su un campo neutro.

## Date
Le date dei turni della Coppa Italia 2017-2018 sono state comunicate l'11 agosto 2017.
| Fase              | Turno                   | Andata                  | Ritorno                 |
| ----------------- | ----------------------- | ----------------------- | ----------------------- |
| Turni eliminatori | Turno preliminare       | 19-20-22-23 agosto 2017 | 19-20-22-23 agosto 2017 |
| Turni eliminatori | 1º turno                | 26-27 agosto 2017       | 26-27 agosto 2017       |
| Fase finale       | Trentaduesimi di finale | 4-11 ottobre 2017       | 4-11 ottobre 2017       |
| Fase finale       | Sedicesimi di finale    | 6 dicembre 2017         | 6 dicembre 2017         |
| Fase finale       | Ottavi di finale        | 7 febbraio 2018         | 7 febbraio 2018         |
| Fase finale       | Quarti di finale        | 9-10-14 marzo 2018      | 9-10-14 marzo 2018      |
| Fase finale       | Semifinali              | 11-18 aprile 2018       | 25 aprile-2 maggio 2018 |
| Fase finale       | Finale                  | 19 maggio 2018          | 19 maggio 2018          |

## Calendario

### Turno eliminatorio

#### Turno preliminare
Il turno preliminare prevede la disputa di 47 gare riservato alle seguenti squadre:
- 33 società neopromosse;
- 6 società retrocesse dal Campionato di Lega Pro 2016-2017;
- 18 società vincenti i play-out 2016-2017;
- 10 società ripescate;
- 4 società inserite in soprannumero;
- 17 società che si sono classificate al termine della stagione regolare 2016-2017 al 12º e all'11º posto;
- 6 società che hanno ottenuto il peggior punteggio nella precedente Coppa Disciplina (Cavese, Ercolanese, L’Aquila, Nardò, Potenza e Turris).

In caso di parità al termine dei 90 minuti regolamentari, si procederà direttamente ai calci di rigore per determinare l'accesso alla fase successiva.
| Squadra 1       | Risultato       | Squadra 2             |
| --------------- | --------------- | --------------------- |
| 19 agosto 2017  |                 |                       |
| Dro             | 1 - 0           | Trento                |
| Rimini          | 1 - 1 (4-1 dtr) | Romagna Centro        |
| Latte Dolce     | 2 - 1           | Budoni                |
| 20 agosto 2017  |                 |                       |
| Tamai           | 2 - 0           | Cjarlins Muzane       |
| Calvi Noale     | 1 - 2           | Clodiense             |
| Legnago         | 1 - 0           | Ambrosiana            |
| Adriese         | 3 - 1           | Liventina             |
| Lumezzane       | 0 - 3 (a tav.)  | Rezzato               |
| Varesina        | 1 - 2           | Bustese Milano City   |
| Lecco           | 3 - 0           | Arconatese            |
| Mantova         | 2 - 1           | Levico                |
| Ciserano        | 0 - 0 (1-3 dtr) | Scanzorosciate        |
| Pavia           | 2 - 2 (4-5 dtr) | OltrepoVoghera        |
| Crema           | 2 - 0           | Derthona              |
| Borgaro         | 3 - 2           | Castellazzo Bormida   |
| Bra             | 3 - 0           | Albissola             |
| Sestri Levante  | 1 - 0           | Ligorna               |
| Vigor Carpaneto | 0 - 1           | Fiorenzuola           |
| Ghivizzano      | 0 - 1           | Seravezza             |
| Montevarchi     | 1 - 1 (2-4 dtr) | Sangiovannese         |
| Viareggio 2014  | 0 - 0 (3-0 dtr) | Tuttocuoio            |
| Colligiana      | 0 - 2           | San Donato Tavarnelle |
| Trestina        | 0 - 2           | Villabiagio           |
| Sangiustese     | 3 - 0           | Castelfidardo         |
| Recanatese      | 2 - 2 (4-1 dtr) | Fabriano Cerreto      |
| Lanusei         | 3 - 1           | Tortolì               |
| Anzio           | 1 - 2           | Latina                |
| Aprilia         | 1 - 1 (5-4 dtr) | Lupa Roma             |
| Cassino         | 0 - 0 (0-3 dtr) | Campobasso            |
| Pineto          | 1 - 1 (3-4 dtr) | L'Aquila              |
| Francavilla     | 4 - 3           | Nerostellati          |
| San Severo      | 0 - 1           | Audace Cerignola      |
| Nardò           | 0 - 0 (4-3 dtr) | Taranto               |
| Potenza         | 3 - 0 (a tav.)  | Sporting Fulgor       |
| Ebolitana       | 1 - 2           | Portici               |
| FC Francavilla  | 0 - 1           | Team Altamura         |
| Sarnese         | 2 - 3           | Ercolanese            |
| Turris          | 1 - 1 (2-4 dtr) | Gragnano              |
| Cittanovese     | 1 - 2           | Vibonese              |
| Roccella        | 1 - 3           | Isola Capo Rizzuto    |
| Palazzolo       | 0 - 1           | Troina                |
| Sancataldese    | 1 - 0           | Paceco                |
| Acireale        | 3 - 0 (a tav.)  | Messina               |
| 22 agosto 2017  |                 |                       |
| Forlì           | 2 - 2 (2-4 dtr) | Sasso Marconi         |
| 23 agosto 2017  |                 |                       |
| Como            | 2 - 2 (6-5 dtr) | Olginatese            |
| S.F.F. Atletico | 1 - 2           | San Teodoro           |
| Cavese          | 1 - 0           | Aversa Normanna       |

#### Primo turno
Il primo turno prevede la disputa di 55 gare riservato alle seguenti squadre:
- 47 società vincenti il turno preliminare;
- 63 società aventi diritto, tranne le società partecipanti alla Coppa Italia 2017-2018 in organico alla Serie D (Varese, Ciliverghe Mazzano, Imolese, Massese, Matelica, Monterosi, Trastevere) e le due finaliste della Coppa Italia Serie D 2016-2017 (Chieri ed Albalonga).

| Squadra 1                 | Risultato       | Squadra 2                |
| ------------------------- | --------------- | ------------------------ |
| 26 agosto 2017            |                 |                          |
| Team Altamura             | 3 - 2           | Gelbison                 |
| Nuorese                   | 2 - 0           | Lanusei                  |
| Seregno                   | 2 - 2 (7-8 dtr) | Mantova                  |
| 27 agosto 2017            |                 |                          |
| Tamai                     | 2 - 5           | Belluno                  |
| Campodarsego              | 3 - 1           | Clodiense                |
| Union Feltre              | 1 - 2           | Legnago                  |
| Montebelluna              | 0 - 1           | Adriese                  |
| Virtus Verona             | 1 - 0           | Dro                      |
| ArzignanoChiampo          | 3 - 3 (5-4 dtr) | Abano                    |
| Este                      | 3 - 0           | Delta Porto Tolle        |
| Darfo Boario              | 1 - 0           | Rezzato                  |
| Inveruno                  | 1 - 2           | Bustese Milano City      |
| Lecco                     | 1 - 2           | Folgore Caratese         |
| Pergolettese              | 1 - 0           | OltrepoVoghera           |
| Grumellese                | 2 - 0           | Scanzorosciate           |
| Como                      | 0 - 0 (3-0 dtr) | Pro Patria               |
| Gozzano                   | 3 - 0 (a tav.)  | Borgosesia               |
| Pontisola                 | 2 - 2 (4-3 dtr) | Caronnese                |
| Caravaggio                | 1 - 1 (3-2 dtr) | Pro Sesto                |
| Virtus Bergamo            | 0 - 2           | Crema                    |
| Casale                    | 0 - 2           | Borgaro                  |
| Finale                    | 4 - 3           | Bra                      |
| Real Forte Querceta       | 0 - 0 (1-3 dtr) | Sestri Levante           |
| Savona                    | 3 - 2           | Lavagnese                |
| Unione Sanremo            | 2 - 0           | Argentina                |
| Rimini                    | 2 - 1           | Sammaurese               |
| Fiorenzuola               | 2 - 1           | Mezzolara                |
| Castelvetro               | 2 - 2 (4-2 dtr) | Correggese               |
| Lentigione                | 1 - 0           | Sasso Marconi            |
| Seravezza                 | 1 - 2           | Pianese                  |
| Sansepolcro               | 2 - 2 (4-5 dtr) | Sangiovannese            |
| Viareggio 2014            | 2 - 2 (4-3 dtr) | Ponsacco                 |
| San Donato Tavarnelle     | 2 - 1           | Rignanese                |
| Scandicci                 | 1 - 2           | Valdinievole Montecatini |
| Rieti                     | 2 - 0           | Villabiagio              |
| San Teodoro               | 0 - 1           | Latte Dolce              |
| Ostia Mare                | 1 - 0           | Latina                   |
| Flaminia CivitaCastellana | 2 - 2 (1-4 dtr) | Aprilia                  |
| Pro Vasto                 | 5 - 2           | Olympia Agnonese         |
| Avezzano                  | 1 - 2           | Francavilla              |
| San Nicolò                | 0 - 1           | L'Aquila                 |
| Vis Pesaro                | 5 - 1           | San Marino               |
| Jesina                    | 2 - 2 (2-0 dtr) | Sangiustese              |
| Monticelli                | 1 - 0           | Recanatese               |
| Frattese                  | 0 - 1           | Campobasso               |
| Cavese                    | 1 - 1 (5-6 dtr) | Ercolanese               |
| Nocerina                  | 2 - 0           | Pomigliano               |
| Gragnano                  | 0 - 3 (a tav.)  | Audace Cerignola         |
| AZ Picerno                | 1 - 0           | Portici                  |
| Nardò                     | 4 - 0           | Manfredonia              |
| Palmese                   | 2 - 1           | Isola Capo Rizzuto       |
| Acireale                  | 0 - 0 (3-0 dtr) | Troina                   |
| Gela                      | 2 - 2 (4-3 dtr) | Sancataldese             |
| 21 Settembre 2017         |                 |                          |
| Gravina                   | 2 - 2 (2-4 dtr) | Potenza                  |
| 27 Settembre 2017         |                 |                          |
| Igea Virtus               | 9 - 0           | Vibonese                 |

### Fase finale

#### Trentaduesimi di finale
Il tabellone principale si apre coi trentaduesimi che prevedono la disputa di 32 gare in gara unica riservate alle seguenti squadre:
- 55 vincenti il primo turno;
- 7 partecipanti alla TIM Cup 2017-2018 (Varese, Ciliverghe Mazzano, Imolese, Massese, Matelica, Monterosi e Trastevere);
- 2 finaliste della Coppa Italia Serie D 2016-2017 (Chieri e Albalonga).

| Squadra 1                | Risultato       | Squadra 2             |
| ------------------------ | --------------- | --------------------- |
| 4 ottobre 2017           |                 |                       |
| Borgaro                  | 0 - 3           | Chieri                |
| Savona                   | 0 - 1           | Unione Sanremo        |
| Sestri Levante           | 2 - 1           | Finale                |
| Bustese Milano City      | 1 - 3           | Gozzano               |
| Pontisola                | 1 - 1 (4-6 dtr) | Grumellese            |
| Folgore Caratese         | 2 - 1           | Como                  |
| Ciliverghe Mazzano       | 3 - 1           | Darfo Boario          |
| Crema                    | 1 - 1 (8-7 dtr) | Pergolettese          |
| Varese                   | 2 - 0           | Mantova               |
| Caravaggio               | 1 - 1 (4-5 dtr) | Virtus Verona         |
| Legnago                  | 1 - 1 (4-3 dtr) | ArzignanoChiampo      |
| Campodarsego             | 3 - 0           | Adriese               |
| Belluno                  | 2 - 1           | Este                  |
| Imolese                  | 3 - 3 (5-4 dtr) | Castelvetro           |
| Viareggio 2014           | 1 - 1 (5-3 dtr) | Massese               |
| Pianese                  | 2 - 0           | Sangiovannese         |
| Valdinievole Montecatini | 1 - 3           | San Donato Tavarnelle |
| Lentigione               | 1 - 2           | Fiorenzuola           |
| Latte Dolce              | 2 - 6           | Nuorese               |
| Aprilia                  | 2 - 2 (3-5 dtr) | Ostia Mare            |
| Albalonga                | 1 - 0           | Trastevere            |
| Monterosi                | 1 - 1 (6-5 dtr) | Rieti                 |
| Rimini                   | 1 - 0           | Vis Pesaro            |
| Matelica                 | 2 - 0           | Jesina                |
| L'Aquila                 | 2 - 3           | Monticelli            |
| Ercolanese               | 0 - 0 (3-4 dtr) | Nocerina              |
| Audace Cerignola         | 2 - 0           | Campobasso            |
| AZ Picerno               | 0 - 1           | Nardò                 |
| Potenza                  | 2 - 1           | Team Altamura         |
| Igea Virtus              | 4 - 0           | Palmese               |
| Acireale                 | 0 - 2           | Gela                  |
| 11 ottobre 2017          |                 |                       |
| Francavilla              | 4 - 1           | Pro Vasto             |

#### Sedicesimi di finale
| Squadra 1          | Risultato       | Squadra 2             |
| ------------------ | --------------- | --------------------- |
| 6 dicembre 2017    |                 |                       |
| Chieri             | 1 - 1 (3-5 dtr) | Unione Sanremo        |
| Gozzano            | 3 - 0           | Sestri Levante        |
| Grumellese         | 3 - 1           | Folgore Caratese      |
| Ciliverghe Mazzano | 1 - 2           | Crema                 |
| Virtus Verona      | 2 - 1           | Varese                |
| Legnago            | 1 - 2           | Campodarsego          |
| Belluno            | 0 - 3           | Imolese               |
| Pianese            | 2 - 0           | Viareggio 2014        |
| Fiorenzuola        | 0 - 1           | San Donato Tavarnelle |
| Ostia Mare         | 1 - 0           | Nuorese               |
| Albalonga          | 1 - 0           | Monterosi             |
| Matelica           | 2 - 1           | Rimini                |
| Gela               | 1 - 1 (5-6 dtr) | Igea Virtus           |
| 20 dicembre 2017   |                 |                       |
| Monticelli         | 1 - 0           | Francavilla           |
| Nocerina           | 0 - 0 (3-5 dtr) | Audace Cerignola      |
| 21 dicembre 2017   |                 |                       |
| Nardò              | 1 - 1 (4-5 dtr) | Potenza               |

#### Ottavi di finale
| Squadra 1             | Risultato       | Squadra 2     |
| --------------------- | --------------- | ------------- |
| 7 febbraio 2018       |                 |               |
| Unione Sanremo        | 0 - 1           | Gozzano       |
| Crema                 | 2 - 1           | Grumellese    |
| Campodarsego          | 2 - 1           | Virtus Verona |
| Imolese               | 4 - 1           | Pianese       |
| San Donato Tavarnelle | 0 - 0 (5-4 dtr) | Ostia Mare    |
| Matelica              | 2 - 1           | Albalonga     |
| Audace Cerignola      | 1 - 0           | Monticelli    |
| 8 febbraio 2018       |                 |               |
| Potenza               | 3 - 0           | Igea Virtus   |

#### Quarti di finale
| Squadra 1        | Risultato       | Squadra 2             |
| ---------------- | --------------- | --------------------- |
| 9 marzo 2018     |                 |                       |
| Imolese          | 1 - 2           | Campodarsego          |
| Matelica         | 1 - 1 (3-4 dtr) | San Donato Tavarnelle |
| 14 marzo 2018    |                 |                       |
| Audace Cerignola | 0 - 2           | Potenza               |
| Gozzano          | 1 - 1 (3-5 dtr) | Crema                 |

#### Semifinali
| Squadra 1                       | Totale | Squadra 2             | Andata | Ritorno |
| ------------------------------- | ------ | --------------------- | ------ | ------- |
| 11 aprile 2018 / 25 aprile 2018 |        |                       |        |         |
| Potenza                         | 1 - 3  | San Donato Tavarnelle | 1 - 1  | 0 - 2   |
| 18 aprile 2018 / 2 maggio 2018  |        |                       |        |         |
| Crema                           | 1 - 2  | Campodarsego          | 0 - 0  | 1 - 2   |

#### Finale
| Squadra 1             | Risultato       | Squadra 2    |
| --------------------- | --------------- | ------------ |
| 19 maggio 2018        |                 |              |
| San Donato Tavarnelle | 0 - 0 (4-5 dtr) | Campodarsego |

| Arbitro: | Monaldi (Macerata) |

| |                      | |
| Pietribasi Caporali Kabine Beccaro Radrezza                                                                                 | Tiri di rigore 5 – 4 | Picascia Rinaldini Nuti Caciagli Pozzi |
| Pirana Sanavia Colman Castro (42' Pietribiasi) Marcolini Ndoj Caporali Trento Radrezza (71' Beccaro) Michelotto Aliù Kabine | Formazioni           | Giusti Picascia Carradori Frosali Di Vito (90' Motti) Favilli Caciagli Vecchiarelli (87' Nuti) Cela (73' Rinaldini) Giordani (87' Carnevale) Pozzi |
| Fonti | Allenatori           | Malotti |

## Classifica marcatori
| Gol |  |  | Giocatore       | Squadra               |
| --- |  |  | --------------- | --------------------- |
| 4   |  |  | Paolo Beltrame  | Bra                   |
| 3   |  |  | Fabio Aveni     | Igea Virtus           |
| 3   |  |  | Gabriele Zerbo  | Francavilla           |
| 3   |  |  | Vieri Regoli    | San Donato Tavarnelle |
| 3   |  |  | Giulio Giordani | San Donato Tavarnelle |
| 3   |  |  | Giuseppe Meloni | Nuorese               |